# گوردون وارمبی
گوردون وارمبی (انگلیسی: Gordon Wharmby؛ ‏ ۶ نوامبر ۱۹۳۳ – ۱۸ مهٔ ۲۰۰۲) بازیگر بود. وی بین سال‌های ۱۹۷۷ تا ۲۰۰۲ میلادی فعالیت می‌کرد.
از فیلم‌ها یا مجموعه‌های تلویزیونی که وی در آن‌ها نقش داشته‌است، می‌توان به خیابان کورونیشن، لبه تاریکی، در انتهای دوران میانسالی و پوآرو اشاره نمود.